# Ібн аль-Гайсам
Абу Алі аль-Хасан Ібн Аль-Гайсам аль-Басра (араб. أبو علي الحسن بن الحسن بن الهيثم, латинізоване Alhazen — Альгазен, англ. Abu Ali Hasan Ibn Al-Haytham; 965, Басра — 1039, Каїр) — арабський науковець-універсал.

## Відомості про життя
Завдяки своїм видатним здібностям він обіймав у рідній Басрі посаду візира, проте любов до науки спонукала його залишити цю посаду і зайнятися тільки наукою. Коли до єгипетського халіфа аль-Хакіма дійшли чутки, що Ібн аль-Гайсам склав проект регулювання вод Нілу шляхом побудови греблі нижче Асуана, він запросив науковця в Єгипет. Однак на місці Ібн аль-Гайсам переконався у неможливості здійснення цього проекту при технічних засобах того часу. Дізнавшись про це, халіф розгнівався на вченого, піддав його домашнього арешту і конфіскував його майно. Для порятунку життя Ібн аль-Гайсам був змушений симулювати божевілля до самої смерті аль-Хакіма. За його наступників він отримав свободу і жив у пошані в Каїрі до самої смерті.
У списку лікарів, наведеному сирійцем Ібн Аби Усайбі, згадано 92 твори Ібн аль-Гайсама, з них 89 присвячені математиці, астрономії, оптиці та механіці. Ібн аль-Гайсам поєднував у своїх наукових заняттях ретельні експерименти зі строгими математичними доказами. Нерідко його називають «батьком оптики».
У середньовічній Європі Ібн аль-Гайсам згадувався під латинізованим ім'ям Alhazen (Альгазен).
На честь вченого названо кратер на Місяці та астероїд.

## Науковий внесок

### Математика
У «Книзі коментарів до вступу до Начал Евкліда» Ібн аль-Гайсам намагався довести п'ятий постулат Евкліда. Доказ його був помилковим, але він вперше розглянув так званий «чотирикутник Ламберта», у якого три внутрішні кути прямі. Він сформулював три можливі варіанти для четвертого кута: гострий, прямий, тупий. Обговорення цих трьох гіпотез багато разів виникало у пізніших дослідженнях п'ятого постулату.
У трактаті «Про вимір параболічного тіла» Ібн аль-Гайсам приводить формули для суми послідовних квадратів, кубів і четвертих степенів та низку інших формул для сум рядів. За допомогою цих формул він проводить обчислення, рівносильне обчисленню визначеного інтеграла.
У трактаті «Про ізопериметричні фігури» Ібн аль-Гайсам зробив спробу довести, що коло має найбільшу площу з усіх фігур рівного периметра, а куля — найбільший об'єм з усіх тіл з рівними поверхнями.
Ібн аль-Гайсаму належать також твори «Про квадратуру кола», «Про вимір кулі», «Про побудову семикутника», «Про побудову п'ятикутника, вписаного в квадрат», «Про властивості висоти трикутника», «Про циркулі для конічних перетинів», «Про витяг кубічного кореня», «Про параболи», «Про гіперболи», «Про магічний квадрат». Відомо також, що він застосовував геометричні методи для розв'язку рівнянь 4-го ступеня.

### Оптика
Ібн аль-Гайсаму належить фундаментальна праця з оптики — «Книга оптики» в 7 книгах. В області фізіологічної оптики він дає опис будови ока, слідуючи давньогрецькому вченому Галену, і на дослідній основі доводить неспроможність поглядів Платона і Евкліда про світло як про промені, які випускаються оком і «обмацують» предмети. Ібн аль-Гайсам висунув власну теорію, згідно з якою «природне світло і кольорові промені впливають на око», а «зоровий образ виходить за допомогою променів, що випромінюються видимими тілами і потрапляють в око». Він вважав, що кожній точці спостережуваного предмета можна поставити у відповідність деяку сприймаючу точку ока. Він же дав правильне уявлення бінокулярного зору. Нарешті, він висловив припущення про скінченість швидкості світла.
Серед дослідів, проведених вченим, виділяються досліди з камерою-обскурою, досліди з заломлення світла і експерименти з різними видами дзеркал, що розвивають вчення Діокла.
У XII столітті цей твір було перекладено латиною під назвою «Скарб оптики» (лат. Opticae thesaurus), і він справив великий вплив на розвиток оптики в Європі. Перший значний європейський твір з оптики, «Перспектива» Вітело є значною мірою переробкою трактату Ібн аль-Гайсама.
Ібн аль-Гайсам склав також ряд трактатів про запальне скло і трактати «Про світло Місяця», «Про гало і райдугу», «Про властивості тіней».

### Астрономія
Ібн аль-Гайсаму належить низка творів з астрономії: «Про світло світил», «Про форми затемнень», «Про рух Місяця», «Про визначення полюса з найвищою точністю», «Про паралакс Місяця», «Про часові лінії», «Про сутність слідів, видимих на поверхні Місяця», «Про визначення азимута кібли» (кіблою називається напрям на Мекку), «Про визначення меридіана лише за тінню», «Про горизонтальний сонячний годинник», «Про відмінності в висотах світил», «Про способи спостережень», «Про визначення відстані між двома містами за допомогою геометрії» та інші.
У «Книзі про форму світу» Ібн аль-Гайсам розвиває викладені аль-Фаргані і аль-Хазином ідею про масивні ефірні орбіти планет.
Ібн аль-Гайсам показав, що кут падіння не пропорційний куту заломлення. Ґрунтовніше, ніж Птолемей, розглянув явище астрономічній рефракції. Оцінивши кут занурення Сонця під горизонт у момент початку ранішніх сутінків, визначив висоту земної атмосфери в 52 000 кроків. Першим згадав про збільшувальну дію скляного сферичного сегменту.

### Твори Ібн аль-Гайсама
- Ибн аль-Гайсам Хасан. Книга комментариев к введениям книги Евклида «Начала». Историко-математические исследования, 11, 1958, с. 733—762.
- Ибн аль-Гайсам Хасан. Трактат об изопериметрических фигурах. Пер. и прим. Джамаля Ад-Даббаха. Историко-математические исследования, 17, 1966, с. 399—448.
- Ибн аль-Гайсам Хасан. Книга об измерении шара. Физико-математические науки в странах Востока, 2(5), 1968, с. 131—146.

### Про нього
- Українська радянська енциклопедія — К.:УРЕ, 1956. — Т. 15. С. 414.
- Історія фізики: короткий курс / Г. Г. Кордон. — К.: Вища шк., 1974. — С. 21.
- Нариси з історії природознавства і техніки — К.: Наукова думка, 1972. — Вип. 16. С. 33.
- Студії мистецтвознавчі / ред. Г. Скрипник ; Національна академія наук України, Інститут мистецтвознавства, фольклористики та етнології ім. М. Т. Рильського. — 2008, Чис.1(21): Архітектура. Образотворче мистецтво та декоративно-вжиткове мистецтво. — К. : ІМФЕ, 2008. — 160 с.: іл. — ISSN 1728-6875. — С. 172.
- Кулиева Г. З. Теория составных отношений Ибн аль-Гайсама. Учёные записки Азерб. ун-та, № 4, 1963.
- Льоцци М. История физики. М.: Мир, 1970.
- Розенфельд Б. А., Юшкевич А. П. Теория параллельных линий на средневековом Востоке. М.: Наука, 1983.
- Розенфельд Б. А. Астрономия стран Ислама. Историко-астрономические исследования, 17, 1984, с. 67–122.
- Ю. А. Храмов. Физики: Биографический справочник. 2-е изд. М.: Наука, 1983, с. 13.
- Roshdi Rashed. A Polymath in the 10th century [Архівовано 30 травня 2008 у Wayback Machine.]. Science, 297, 2002.